# Episodi de Le bizzarre avventure di JoJo (terza stagione)
Le bizzarre avventure di JoJo: Diamond Is Unbreakable è la terza stagione della serie televisiva anime Le bizzarre avventure di JoJo, composta da 39 episodi trasmessi in Giappone dal 1º aprile al 23 dicembre 2016, con cadenza settimanale, sui canali Tokyo MX, TX Network e Animax. Un OAV intitolato Kishibe rohan wa ugoka nai (岸辺露伴は動かない?) sarà consegnato a coloro che acquistano tutti i Blu-ray della serie.
La stagione ripercorre il quarto arco narrativo del manga originario, Diamond Is Unbreakable, in cui nel 1999 nella cittadina giapponese di Morio-cho, Josuke Higashikata deve contrastare un serial killer dotato di stand. La stagione è resa disponibile in simulcast con sottotitoli in diverse lingue, tra cui l'italiano, sulla piattaforma Crunchyroll per il Nord, Centro e Sud America, l'Oceania, il Sudafrica, l'Europa e il Medio Oriente e con sottotitoli in italiano sul sito VVVVID della Dynit.
Le sigle di apertura adottate per la stagione sono rispettivamente Crazy Noisy Bizarre Town dei The DU (episodi 1-14), Chase dei batta (episodi 15-26) e Great Days cantata dai jazzisti Karen Aoki e Daisuke Hasegawa e composta da Yugo Kanno (episodi 27-39). La sigla di chiusura unica è il singolo del 1996 dei Savage Garden I Want You, mentre l'ultimo episodio adotta il singolo Great Days Units ver. del gruppo JO☆UNITED.

## Lista episodi

### Diamond Is Unbreakable
| N° | N°tot | Titolo italiano Giapponese 「Kanji」 - Rōmaji | In onda           | In onda |
| N° | N°tot | Titolo italiano Giapponese 「Kanji」 - Rōmaji | Giapponese        |         |
| 1  | 75    | Jotaro Kujo incontra Josuke Higashikata! 「空条承太郎！ 東方仗助に会う」 - Kūjō Jōtarō! Higashikata Jōsuke ni au | 1º aprile 2016    |         |
| 1  | 75    | Nell'aprile 1999, dieci anni dopo la sua battaglia contro il malvagio Dio Brando, Jotaro Kujo si reca nella cittadina giapponese di Morio-cho alla ricerca di un ragazzo chiamato Josuke Higashikata. Dopo essersi imbattuto nel timido Koichi Hirose, Jotaro trova Josuke mentre affronta tre suoi compagni di scuola che hanno ferito una tartaruga e preso in giro la sua acconciatura; scopre quindi che il ragazzo possiede uno stand in grado di guarire le ferite. Dopo essersi presentato, Jotaro rivela che Josuke è il figlio illegittimo di suo nonno Joseph Joestar. Quando Jotaro offende inavvertitamente l'acconciatura di Josuke, il ragazzo richiama il suo stand, Crazy Diamond, e attacca l'uomo, che evita il peggio ricorrendo al potere di Star Platinum di fermare momentaneamente il tempo. Dopo essersi chiariti, Jotaro informa Josuke che Anjuro Katagiri, un pericoloso ricercato e portatore di stand, conosciuto come "Angelo", si nasconde in città, consigliandogli di stargli alla larga. Tornando a casa da scuola, Josuke e Koichi si imbattono in un rapinatore che ha preso in ostaggio una cassiera; nuovamente offeso da un commento sui suoi capelli, Josuke affronta il criminale, intrappolando il suo stesso pugnale nel suo corpo tramite Crazy Diamond. Mentre il rapinatore viene arrestato, Josuke scopre che l'uomo era posseduto dallo stand di Angelo, il quale l'indomani prende di mira la famiglia del ragazzo.       |                   |         |
| 2  | 76    | Josuke Higashikata incontra Angelo! 「東方仗助！ アンジェロに会う」 - Higashikata Jōsuke! Anjero ni au | 8 aprile 2016     |         |
| 2  | 76    | Tramite le condutture d'acqua, Angelo fa sì che il suo stand fluido, Aqua Necklace, si introduca nel corpo della madre di Josuke, Tomoko, ma il ragazzo riesce ad intrappolarlo all'interno di una bottiglia prima che questi possa possederla. Notando che il nonno di Josuke, Ryohei, è il poliziotto che eseguì il suo arresto anni prima, Angelo camuffa Aqua Necklace da brandy per ingannare Ryohei e fargli aprire la bottiglia; una volta libero, lo stand uccide l'uomo e si dilegua. Sebbene ricorra a Crazy Diamond per guarire le ferite del nonno, Josuke scopre con rammarico che il suo stand non è in grado di resuscitare le persone. Qualche giorno dopo, Angelo approfitta della pioggia per inviare Aqua Necklace nella casa di Josuke, permettendogli di muoversi a piacimento tra le pozze d'acqua piovana e il vapore nell'aria. Tramite un umidificatore, lo stand si introduce nella bocca di Josuke, ma il ragazzo lo rinchiude all'interno di un guanto di gomma che aveva ingerito prima per l'occasione. Trovato Angelo, Josuke ottiene la sua vendetta intrappolandolo all'interno di una roccia per il resto della sua vita. |                   |         |
| 3  | 77    | I fratelli Nijimura, parte 1 「虹村兄弟 その１」 - Nijimura kyōdai, sono 1 | 15 aprile 2016    |         |
| 3  | 77    | Angelo rivela a Josuke e Jotaro che il suo stand si è manifestato dopo che un uomo in uniforme scolastica lo ha colpito con un arco e una freccia, e menziona inoltre Dio. Il criminale prova quindi a strangolare un bambino tramite il guanto in cui è rinchiuso Aqua Necklace, ma incorre nuovamente nelle ire di Josuke, che lo fonde definitivamente con la roccia. Convinto che l'arco e la freccia siano gli artefatti che diedero a Dio il suo stand anni prima, Jotaro decide di rimanere a Morio-cho per investigare. L'indomani, mentre torna a casa da scuola con Josuke, Koichi ispeziona un edificio apparentemente abbandonato, ma è attaccato da Okuyasu Nijimura e in seguito trafitto da una freccia scoccata da suo fratello Keicho. Prima che Josuke possa intervenire a guarirlo, Okuyasu richiama il suo stand, The Hand, il quale possiede il potere di cancellare le cose, incluso lo spazio, e di colmare immediatamente il vuoto creatosi. Josuke sfrutta l'abilità a sua vantaggio, facendo sì che Okuyasu attiri su di sé dei vasi di fiori. Lasciando il suo avversario privo di coscienza, Josuke entra nell'abitazione per salvare Koichi da Keicho. |                   |         |
| 4  | 78    | I fratelli Nijimura, parte 2 「虹村兄弟 その２」 - Nijimura kyōdai, sono 2 | 22 aprile 2016    |         |
| 4  | 78    | Okuyasu si riprende e assale nuovamente Josuke, finendo però colpito dallo stand di Keicho, Bad Company. Seccato dalla stupidità del fratello, Keicho attacca di nuovo Okuyasu, ma Josuke lo protegge e lo trasporta fuori dall'abitazione, guarendolo al contempo dalle sue ferite. Per sdebitarsi, Okuyasu aiuta Josuke a recuperare il morente Koichi, evitando la trappola di Keicho, così che il ragazzo possa guarire l'amico. Scoperto che lo stand di Keicho è un esercito di soldatini con tanto di carri armati ed elicotteri, Josuke fatica a lasciare l'edificio insieme a Koichi, il quale è diventato in portatore di stand in seguito agli effetti della freccia. Pressato da Keicho affinché faccia apparire il suo stand al fine di determinarne il potenziale, Koichi produce un uovo apparentemente inutile. Proprio quando Josuke rischia di essere annientato da Bad Company, il ragazzo riesce a riparare alcuni missili che avevano colpito il suo braccio e ad indirizzarli verso Keicho, sconfiggendolo. |                   |         |
| 5  | 79    | I fratelli Nijimura, parte 3 「虹村兄弟 その3」 - Nijimura kyōdai, sono 3 | 29 aprile 2016    |         |
| 5  | 79    | Preoccupati che l'arco e la freccia possano essere usati per scopi malefici se non distrutti in tempo, Koichi e Josuke decidono di perlustrare la casa alla loro ricerca. Ispezionando l'attico, i due si imbattono negli artefatti e al contempo in una creatura deforme che li attacca. Keicho, ripresosi, rivela che si tratta del padre suo e di Okuyasu, ridotto in quello stato dopo che la morte di Dio ha causato che il germoglio di carne, che era impiantato nella fronte dell'uomo, iniziasse a fondersi con lui e trasformarlo in un mostro immortale; da allora Keicho ha utilizzato la freccia per cercare di creare un portatore di stand in grado di uccidere il padre e dargli finalmente pace. Sebbene l'uomo non riesca più a riconoscere i figli, Jotaro utilizza i poteri di Crazy Diamond per ripristinare una foto di famiglia che l'uomo custodiva, rivelando che per lui può esistere ancora una possibilità di guarigione. Proprio mentre Josuke si offre di aiutare Keicho e Okuyasu a trovare un modo per guarire il padre in cambio dell'arco e della freccia, uno stand elettrico chiamato Red Hot Chili Pepper appare d'improvviso, strappando gli artefatti dalle mani di Keicho ed uccidendo il ragazzo trascinandolo attraverso una presa elettrica. Mentre Jotaro riceve una telefonata di avvertimento dall'utilizzatore di Red Hot Chili Pepper, Okuyasu decide di iscriversi alla stessa scuola di Josuke e di diventare suo amico. |                   |         |
| 6  | 80    | Koichi Hirose (Echoes) 「広瀬康一」 - Ekōzu | 6 maggio 2016     |         |
| 6  | 80    | Dopo aver inavvertitamente investito un gatto chiuso in un sacco con la sua nuova bicicletta, Koichi viene ricattato dal presunto proprietario dell'animale, Tamami Kobayashi, il quale utilizza il suo stand, The Lock, per affliggere il ragazzo con un lucchetto che rispecchia il senso di colpa della vittima. Quando Okuyasu prova ad intervenire per convincere Kobayashi ad annullare il debito, Kobayashi si ferisce da solo per far sentire in colpa il ragazzo e imporre anche a lui un lucchetto. Josuke, tuttavia, scopre che il gatto era un falso e guarisce la ferita di Kobayashi, rimuovendo la maledizione dai suoi due amici. In cerca di vendetta , Kobayashi si presenta a casa di Koichi e riesce a imporre dei lucchetti alla madre e alla sorella del ragazzo. L'ira di Koichi porta il suo uovo a schiudersi e ne fuoriesce lo stand Echoes. Sebbene risulti debole fisicamente, Echoes è in grado di imprimere una vibrazione sonora nel corpo di Kobayashi con ogni suo pugno, causandogli una risonanza costante e dolorosa. Rifiutandosi di demordere, Kobayashi si ferisce e incolpa Koichi, in modo da aumentare il senso di colpa della sua famiglia e portare la madre al suicidio. Koichi, tuttavia, utilizza l'abilità di Echoes per convincere la madre a credere alla sua innocenza, rimuovendo così entrambi i lucchetti. Kobayashi si arrende e si offre di diventare un sottoposto di Koichi.                                     |                   |         |
| 7  | 81    | Toshikazu Hazamada (Surface) 「間田敏和」 - Sāfisu | 13 maggio 2016    |         |
| 7  | 81    | Kobayashi rivela a Josuke e Koichi che Toshikazu Hazamada, un nuovo portatore di stand, frequenta la loro scuola e ha apparentemente causato un incidente in cui un suo amico si è cavato un occhio. Nell'ispezionare l'armadietto di Hazamada, Josuke sfiora una marionetta di legno, la quale, rivelatasi essere lo stand Surface, prende le sembianze e il controllo dei movimenti di Josuke. Hazamada si palesa e, grazie al potere del suo stand, riesce a ferire Josuke all'occhio; lo lascia quindi ferito per dirigersi da Jotaro e convincerlo a lasciare la città. La ferita si rivela però poca cosa, dato che Koichi ha usato Echoes per amplificare l'impressione che Hazamada ne ha avuto; Josuke e Koichi si precipitano quindi ad avvertire Jotaro, utilizzando le loro abilità per precedere Hazamada. Hazamada prende però il controllo di Josuke e tenta di uccidere Jotaro alle spalle, ma viene assalito e fermato da due motociclisti che aveva maltrattato precedentemente. |                   |         |
| 8  | 82    | Yukako Yamagishi si innamora, parte 1 「山岸由花子は恋をする その1」 - Yamagishi Yukako wa koi o suru, sono 1 | 20 maggio 2016    |         |
| 8  | 82    | Durante un appuntamento, la compagna di classe di Koichi, Yukako Yamagishi, dichiara al ragazzo il suo amore. Tuttavia di fronte alle perplessità di Koichi, la ragazza si allontana seccata, lasciando indietro alcune ciocche di capelli. Il giorno seguente Yukako affronta la rappresentante di classe dopo che questa aveva insultato Koichi in sua presenza e utilizza il suo stand Love Deluxe per impiantare alcuni suoi capelli sul capo della vittima. Potendo controllare i capelli a distanza, Yukako cerca di bruciarla viva con le fiamme di una fornace, ma Josuke e Okuyasu giungono a salvarla. I due mettono in guardia Koichi sullo stand di Yukako e gli consigliano di mostrarsi pigro, ignorante e delinquente per farle perdere interesse. Il piano tuttavia sortisce l'effetto opposto e Koichi viene rapito da Yukako e tenuto prigioniero in una villa estiva disabitata, dove Yukako lo sottopone ad una serie di torture per plasmarlo nel perfetto gentiluomo dei suoi sogni. |                   |         |
| 9  | 83    | Yukako Yamagishi si innamora, parte 2 「山岸由花子は恋をする その2」 - Yamagishi Yukako wa koi o suru, sono 2 | 27 maggio 2016    |         |
| 9  | 83    | Sebbene Yukako abbia tagliato i fili del telefono, Koichi riesce a trovare una cabina telefonica nelle vicinanze e, inserendosi in una chiamata di Yukako, utilizza Echoes per contattare invece Josuke e dargli degli indizi sulla sua posizione. Mentre Koichi cerca di resistere alla furia di Yukako fino all'arrivo dei suoi amici, Echoes subisce una trasformazione, diventando Echoes Act 2, e acquisisce l'abilità di rendere reali al contatto gli effetti sonori che scrive. Grazie a ciò, Koichi spazza via Yukako su di una scogliera vicino, rendendosi conto allo stesso tempo che la roccia su cui è caduta sta per franare. Credendo si tratti solo di un diversivo, Yukako tenta di strangolare il ragazzo con i suoi capelli, fin quando la scogliera cede e lei precipita verso le rocce sottostanti, venendo però salvata dallo stesso Koichi, che in precedenza aveva posto un effetto sonoro rimbalzante sulla pietra in previsione di ciò. Mentre Koichi si ricongiunge con Josuke e Okuyasu, Yukaku si rende conto che la sua ammirazione nei confronti di Koichi è salita ulteriormente, dopo che lui l'ha salvata anche dopo tutto quello che lei gli ha fatto passare. |                   |         |
| 10 | 84    | Andiamo a mangiare italiano 「イタリア料理を食べに行こう」 - Itaria ryōri o tabe ni ikō | 3 giugno 2016     |         |
| 10 | 84    | Josuke e Okuyasu si recano alla tomba di Keicho e lungo la strada si fermano ad un ristorante italiano gestito dal cuoco Tonio Trussardi. Egli si offre di preparare un menu personalizzato per Okuyasu, volto ad alleviare i diversi acciacchi di cui soffre e che Tonio ha correttamente individuato senza che lui gliene avesse parlato. Nonostante la bontà del cibo, il corpo di Okuyasu reagisce stranamente alle diverse pietanze e in seguito ad alcune reazioni violente la sua stanchezza, la spalla indolenzita e le sue carie guariscono misteriosamente. Insospettito dall'accaduto, Josuke usa Crazy Diamond su uno dei piatti per far tornare gli ingredienti al loro stato originario, rivelando così lo stand di Tonio, Pearl Jam. Credendo si tratti di una trappola, Josuke si dirige in cucina per affrontare Tonio prima che Okuyasu mangi il piatto successivo, ma non riesce ad evitare che l'amico si ingozzi della pietanza, finendo sviscerato. La reazione di Okuyasu si rivela però una cura al suo mal di stomaco, con Tonio ammette di utilizzare il suo stand per soddisfare i suoi clienti. Mentre Josuke è costretto a pulire la cucina per esservi entrato senza lavarsi le mani e Okuyasu finisce il suo pasto, altrove Jotaro incontra un rappresentante della Fondazione Speedwagon, che lo informa che Joseph Joestar sta per giungere a Morio-cho.                                                                                  |                   |         |
| 11 | 85    | Red Hot Chili Pepper, parte 1 「レッド・ホット・チリ・ペッパー その1」 - Reddo Hotto Chiri Peppā, sono 1 | 10 giugno 2016    |         |
| 11 | 85    | Mentre sta giocando ai videogiochi, Josuke viene aggredito dallo stand Red Hot Chili Pepper, che gli rivela di aver spiato lui e i suoi amici attraverso la rete elettrica e di volerlo affrontare per mettersi alla prova in vista dello scontro con Jotaro e il suo Star Platinum. Dopo un rapido scambio di colpi, Chili Pepper si ritira. L'indomani, Jotaro chiede a Josuke, Okuyasu e Koichi di incontrarlo in aperta campagna e rivela loro che Joseph, il cui stand Hermit Purple è in grado di risalire al portatore di Chili Pepper, è in arrivo al porto. Tuttavia Chili Pepper ha sentito la conversazione nascondendosi nella batteria della moto di Okuyasu e si precipita al porto, venendo però fermato dall'abilità di The Hand di cancellare lo spazio. Nello scontro che segue, Chili Pepper esce indebolito, ma provoca Okuyasu nell'attaccarlo nuovamente, facendo affiorare dei cavi elettrici interrati che gli conferiscono nuova energia. Attacca quindi Okuyasu, recidendone un braccio e fuggendo per la rete elettrica con il corpo del giovane prima dell'arrivo di Josuke, Koichi e Jotaro. Per nulla agitato, Josuke usa Crazy Diamond sul braccio di Okuyasu per strappare il corpo dell'amico da Chili Pepper e guarirlo davanti a sé; poi lui e Jotaro si dirigono al porto per salvare Joseph. |                   |         |
| 12 | 86    | Red Hot Chili Pepper, parte 2 「レッド・ホット・チリ・ペッパー その2」 - Reddo Hotto Chiri Peppā, sono 2 | 17 giugno 2016    |         |
| 12 | 86    | Jotaro e Okuyasu si dirigono in motoscafo verso la nave di Joseph, mentre Josuke e Koichi rimangono al porto, convinti che il portatore di Chili Pepper si trovi nei paraggi. L'uomo fa infatti la sua comparsa, presentandosi come Akira Otoishi, e mette in difficoltà Josuke grazie alla rapidità di Chili Pepper; il ragazzo riesce però a trasformare parte del cemento del molo in catrame, con cui è in grado di prevedere i movimenti dello stand nemico. Otoishi ricorre allora a tutta l'energia elettrica di Morio-cho per potenziare Chili Pepper; grazie al potere di Crazy Diamond, Josuke rinchiude tuttavia lo stand rivale in uno pneumatico, che viene scaraventato in acqua quando Chili Pepper cerca di liberarsi facendo fuoriuscire l'aria che vi era contenuta. Sebbene il suo stand ne risulti indebolito, Otoishi riesce a sopravvivere e ad intrufolarsi sulla nave di Joseph travestito da membro della fondazione Speedwagon; qui tuttavia è fermato da Okuyasu. Con Joseph ormai in salvo, Josuke può finalmente conoscere suo padre. |                   |         |
| 13 | 87    | Abbiamo trovato una cosa pazzesca! 「やばいものを拾ったっス！」 - Yabaimono o hirottassu! | 24 giugno 2016    |         |
| 13 | 87    | In seguito alla sconfitta di Otoishi, Jotaro recupera l'arco e la freccia dall'appartamento del giovane, mettendo in guardia gli altri su eventuali portatori di stand creati nel frattempo. Mentre Josuke e Joseph si recano a casa del primo per incontrare Tomoko, si imbattono in una neonata invisibile e intuiscono che si tratti di un'utilizzatrice di stand. Dopo aver comprato una gran quantità di prodotti per l'infanzia, Joseph tenta di vestire e truccare la bambina per renderla visibile; tuttavia la neonata si spaventa, attivando inconsapevolmente il suo potere e rendendo invisibile ogni cosa nel suo raggio d'azione, incluse le mani di Joseph. Il passeggino con la bambina finisce poi accidentalmente in un fiume vicino e Joseph, sconsolato dal fatto che Josuke lo veda solo come un peso, decide di tagliarsi le vene ai polsi per facilitare al figlio con il suo sangue la ricerca dell'infante nell'acqua. Recuperata la piccola, Josuke è colpito dal gesto di Joseph, che era pronto a sacrificarsi per salvare qualcuno che aveva appena incontrato. |                   |         |
| 14 | 88    | Andiamo a casa del fumettista, parte 1 「漫画家のうちへ遊びに行こう, その1」 - Mangaka no uchi e asobi ni ikō, sono 1 | 1º luglio 2016    |         |
| 14 | 88    | Koichi e Hazamada si recano alla casa del famoso fumettista Rohan Kishibe, il quale si dimostra gentile e disponibile e offre loro di visitare il suo studio. Sebbene siano sconcertati dal constatare lo sforzo e l'impegno che Rohan mette nel perfezionare la sua opera, Koichi e Hazamada non resistono alla tentazione di sbirciare il nuovo manoscritto del mangaka; nel momento in cui posano gli occhi sulle pagine, tuttavia, cadono sotto il controllo dello stand di Rohan, Heaven's Door, il quale apre i loro corpi come un libro ed espone tutti i loro segreti. Appreso dell'incontro di Koichi con altri portatori di stand, Rohan inserisce una clausola in una pagina del ragazzo che impedisce a Koichi di attaccarlo; quindi strappa diverse pagine da Koichi e Hazamada come materiale per il suo manga, lasciandoli privi di memoria. Quella sera, Koichi ha la sensazione che qualcosa sia strano quando scopre di pesare 20 chili di meno. Il giorno successivo si ritrova davanti a casa di Rohan senza sapere per quale motivo vi ci sia recato; mentre entra nell'appartamento, Josuke e Okuyasu lo osservano da lontano, insospettiti dal suo comportamento. |                   |         |
| 15 | 89    | Andiamo a casa del fumettista, parte 2 「漫画家のうちへ遊びに行こう, その2」 - Mangaka no uchi e asobi ni ikō, sono 2 | 8 luglio 2016     |         |
| 15 | 89    | Rohan si appresta a prendere altre pagine da Koichi per ispirare il suo manga, quando Josuke e Okuyasu suonano alla porta; Koichi non riesce però a chiedere loro aiuto a causa della proibizione scritta nelle sue pagine. I due, tuttavia, deducono che Koichi si trovi nei guai ed entrano nella casa del fumettista. Rohan usa allora il suo manoscritto per far prendere al suo stand il controllo di Okuyasu e scrive nelle sue pagine una clausola che lo farà suicidare se Josuke dovesse tentare di aiutarlo. Per far uscire allo scoperto Josuke ed esporlo così a Heaven's Door, Rohan insulta la sua capigliatura, ma Josuke è talmente accecato dall'ira che non nota nemmeno il fumetto e si avventa sul mangaka. Mentre Josuke colpisce ripetutamente Rohan, Koichi spiega che quando Josuke aveva quattro anni fu colpito da una grave febbre e uno sconosciuto con un pompadour aiutò lui e la madre a raggiungere l'ospedale durante una tormenta di neve; in segno di riconoscenza per il suo benefattore, Josuke ha iniziato a pettinarsi i capelli in quel modo. |                   |         |
| 16 | 90    | Andiamo a caccia! 「狩り｣に行こう！」 - Hantingu ni ikō! | 15 luglio 2016    |         |
| 16 | 90    | Jotaro chiede a Josuke di accompagnarlo a dare la caccia a un ratto che è stato tramutato in un portatore di stand da Otoishi; per incrementare le loro probabilità di successo, Jotaro insegna a Josuke a lanciare dei proiettili dalla distanza. Inseguendo le tracce della loro preda, che ha iniziato a prendere confidenza con il proprio stand, i due giungono ad una fattoria abbandonata. Qui Josuke si imbatte nel ratto, che ha trasformato i proprietari della casa in una gelatina di carne per nutrirsene. Il giovane riesce a ferire il roditore, che contrattacca con il suo stand prima di morire a causa della ferita. Jotaro tuttavia rivela di aver incontrato un altro ratto con lo stesso potere e di averlo messo in fuga. Nel cacciare il secondo ratto, che Jotaro soprannomina "Rosicchiato", Josuke cade in trappola e viene colpito da una delle spine dello stand nemico, ma prima che la sua carne si sciolga, viene salvato dall'abilità di fermare il tempo di Star Platinum. Per stanare Rosicchiato, Jotaro fa da esca e affida a Josuke il compito di individuare la sua posizione ed eliminarlo. Sebbene sia sotto pressione per le numerose ferite ricevute da Jotaro, Josuke riesce infine a concentrarsi e a sparare il colpo di grazia. |                   |         |
| 17 | 91    | L'avventura di Rohan Kishibe 「岸辺露伴の冒険」 - Kishibe Rohan no bōken | 22 luglio 2016    |         |
| 17 | 91    | Rohan chiede a Koichi di accompagnarlo ad investigare un vicolo non segnato sulle mappe; durante la loro esplorazione continuano a ritrovarsi nello stesso spiazzo con una cassetta delle lettere. Vengono poi avvicinati da Reimi Tsugimoto, che rivela di essere il fantasma di una ragazza uccisa quindici anni prima e che il vicolo è un reame a metà strada tra il mondo dei vivi e dei morti. Dopo aver spiegato ai due che il suo assassino è ancora a piede libero e ha continuato ad uccidere nell'ombra, Reimi strappa a Rohan e Koichi la promessa di fermarlo; quindi indica loro la via d'uscita, avvertendoli di non voltarsi indietro per non essere trascinati nell'aldilà dagli spiriti. Giunti nei pressi dell'uscita, però, Koichi viene portato a voltarsi, ma Rohan usa Heaven's Door per portarli entrambi al sicuro fuori dal vicolo. In seguito, Rohan incontra un anziano signore alla tomba di Reimi e apprende da lui che da bambino lo stesso mangaka era stato salvato da Reimi la sera in cui rimase uccisa. Nel frattempo, mentre Koichi informa Josuke e Okuyasu dell'assassino, un uomo di nome Kira torna a casa con il braccio mozzato di una donna. |                   |         |
| 18 | 92    | Il raccolto di Shigechi, parte 1 「｢重ちー｣の収穫 その1」 - Shigechī no Hāvesuto, sono 1 | 29 luglio 2016    |         |
| 18 | 92    | Josuke e Okuyasu notano un gruppo di piccoli stand, chiamati Harvest, che raccolgono monete trovate in giro e li inseguono fino al loro portatore, lo studente di scuola media Shigekiyo Yangu, che si fa chiamare Shigechi. Dopo aver appreso quanti soldi Shigechi ha ammassato raccogliendo semplicemente spiccioli, Josuke e Okuyasu entrano in società con lui per raccogliere voucher e bollini dei supermercati che la gente ha gettato via e scambiarli poi con sostanziosi premi in denaro. Tuttavia i rapporti all'interno del terzetto si incrinano, poiché Shigechi concede a Josuke e Okuyasu solo una frazione dei guadagni che spetterebbero loro. Senza scoraggiarsi, Okuyasu chiede a Shigechi di raccogliere anche vecchi biglietti della lotteria, sperando che i proprietari si siano dimenticati di raccogliere il premio; in effetti il ragazzo trova un biglietto vincente del valore di ben 5 milioni di yen, un premio che Shigechi medita di tenere interamente per sé. |                   |         |
| 19 | 93    | Il raccolto di Shigechi, parte 2 「｢重ちー｣の収穫 その2」 - Shigechī no Hāvesuto, sono 2 | 5 agosto 2016     |         |
| 19 | 93    | Josuke, Okuyasu e Shigechi si recano alla banca per incassare il premio della lotteria. L'impiegato incaricato di controllare la correttezza dell'operazione, tuttavia, nota che il nome sul biglietto non corrisponde a nessuno dei tre ragazzi e cerca di contattare l'intestatario. Josuke utilizza allora prontamente Crazy Diamond per cambiare il nome sul biglietto e confondere l'impiegato, permettendo ai tre di incassare il premio. Shigechi tenta ancora di estromettere Josuke e Okuyasu dalla vincita e scaglia loro contro Harvest quando questi cercano di fermarlo. Mentre i due inseguono Shigechi, il ragazzo usa Harvest per iniettare alcol nelle loro vene, rendendoli ubriachi e incapaci di difendersi. Sopraffatti da Harvest, Okuyasu gioca sull'avidità di Shigechi per farlo avvicinare e strappargli così l'assegno dalle mani, che viene strappato in pezzi da Josuke e gettato al vento. Harvest si disperde quindi alla ricerca dei brandelli, lasciando Shigechi alla mercé di Josuke e Okuyasu; dopo un breve pestaggio e una ramanzina, Shigechi accetta di dividere la vincita in parti uguali. |                   |         |
| 20 | 94    | Yukako Yamagishi come Cenerentola 「山岸由花子はシンデレラに憧れる」 - Yamagishi Yukako wa Shinderera ni akogareru | 12 agosto 2016    |         |
| 20 | 94    | Rattristata per come sono andate le cose con Koichi, Yukako si imbatte nell'estetista Aya Tsuji, la quale utilizza il suo stand Cinderella per ritoccare leggermente il volto della ragazza in modo che Koichi si innamori di lei. Il trattamento si rivela efficace ma di breve durata, così che Yukako accetta di sottoporsi ad una plastica su tutto il corpo, che dovrà mantenere applicando ad intervalli regolari uno speciale rossetto. Durante un nuovo incontro, la ragazza riesce a rubare un bacio a Koichi, il quale inizia ad innamorarsi di lei. Tuttavia, Yukako dimentica di applicare il rossetto e il suo make up inizia a degradarsi, privandola addirittura del suo volto. Quando giunge Koichi, il quale riconosce Yukako dal suo carattere, Aya sfida Yukako a identificare la sua faccia tra una serie di imitazioni, avvertendola che la scelta errata la lascerà brutta per sempre. Incerta sul da farsi, Yukako chiede a Koichi di scegliere per lei; il ragazzo domanda allora ad Aya di accecarlo, in modo da non offendere Yukako se la scelta dovesse essere sbagliata. Avvertendo vero amore nelle parole di Koichi, Aya, che aveva in mente di imbrogliarla, concede a Yukako di recuperare il suo vero volto e la sua bellezza. |                   |         |
| 21 | 95    | Yoshikage Kira vuole vivere tranquillo, parte 1 「吉良吉影は静かに暮らしたい その1」 - Kira Yoshikage wa shizuka ni kurashitai, sono 1 | 19 agosto 2016    |         |
| 21 | 95    | Yoshikage Kira si reca a comprare un panino, portando di nascosto con sé la mano mozzata di una delle sue vittime e nascondendola poi dentro il sacchetto del negozio. Poco dopo, anche Shigechi acquista un panino nello stesso negozio, ma in seguito ad un incontro con Jotaro e Okuyasu, raccoglie il sacchetto di Kira scambiandolo per il suo. Temendo che la polizia possa risalire a lui se la mano mozzata dovesse essere scoperta, Kira pedina Shigechi nella speranza di recuperare il sacchetto prima che il ragazzo possa esaminarne il contenuto. Lo segue quindi nella palestra della scuola, ma è constretto a nascondersi quando giungono Josuke e Okuyasu a pranzare con l'amico; Kira riesce infine a recuperare il sacchetto, ma è scoperto da Shigechi che usa Harvest per cercarlo. Dopo che Josuke e Okuyasu se ne sono andati, il ragazzo affronta l'uomo e scopre la mano mozzata. Deciso a non far scappare Shigechi impunito, Kira fa apparire il suo stand, Killer Queen. |                   |         |
| 22 | 96    | Yoshikage Kira vuole vivere tranquillo, parte 2 「吉良吉影は静かに暮らしたい その2」 - Kira Yoshikage wa shizuka ni kurashitai, sono 2 | 26 agosto 2016    |         |
| 22 | 96    | Kira utilizza l'abilità di Killer Queen di trasformare qualsiasi oggetto in una bomba per ferire gravemente Shigechi con una moneta. Il ragazzo riesce a fuggire cercando di avvertire Josuke, ma viene raggiunto da Kira, che trasforma la maniglia di una porta in una bomba e lo uccide polverizzandolo. Nei suoi ultimi istanti di vita, Shigechi fa consegnare a Josuke da uno dei suoi Harvest un bottone che era cascato dalla giacca di Kira. Avendo visto l'anima di Shigechi attraversare il suo reame, Reimi conferma a Josuke e agli altri che il ragazzo è stato ucciso dalla stessa persona che ha assassinato lei, che presto scoprono essere un portatore di stand. Qualche giorno dopo, Jotaro e Koichi visitano un calzolaio che effettua anche piccoli lavori di sartoria, il luogo dove Kira ha portato la sua giacca a riparare. Proprio mentre il proprietario si appresta a rivelare a Jotaro e Koichi il nome del cliente che gli ha richiesto la riparazione, Kira lo uccide con la seconda bomba del suo stand, Sheer Heart Attack. |                   |         |
| 23 | 97    | Sheer Heart Attack, parte 1 「シアーハートアタック その1」 - Shiā Hāto Atakku, sono 1 | 2 settembre 2016  |         |
| 23 | 97    | Jotaro ferma Koichi dal gettarsi ciecamente all'inseguimento del colpevole, presumendo che Sheer Heart Attack si trovi ancora nel negozio. La bomba si dimostra però resistente agli attacchi di Star Platinum. Ignorando gli avvisi di Jotaro, Koichi ricorre a Echoes per localizzare il portatore, scoprendo che si è già allontanato e che può quindi controllare Sheer Heart Attack a distanza; con Echoes impossibilitato a proteggerlo, Koichi diventa il bersaglio della bomba. Jotaro deduce che Sheer Heart Attack stabilisce il suo bersaglio in base alla temperatura e accende un fuoco per attirarlo, ma viene gravemente ferito dall'esplosione che ne segue. Tornato lucido, Koichi utilizza il potere di Echoes per distrarre Sheer Heart Attack mentre contatta Josuke. Quando la bomba si libera e torna a bersagliare Koichi, Echoes si evolve nella sua terza forma, Echoes Act 3, utilizzando i suoi nuovi poteri per aumentare il peso del bersaglio e fermare così i suoi movimenti. Sentendo il peso dell'attacco sulla sua mano sinistra, Kira è costretto a tornare indietro a recuperare la bomba. |                   |         |
| 24 | 98    | Sheer Heart Attack, parte 2 「シアーハートアタック その2」 - Shiā Hāto Atakku, sono 2 | 9 settembre 2016  |         |
| 24 | 98    | Mentre Josuke e Okuyasu si dirigono al negozio, Kira giunge da Koichi e sfrutta le limitazioni di Echoes Act 3 per rimuovere il peso su Sheer Heart Attack. Con Kira che lo riempie di botte, Koichi riesce a leggere il nome dell'uomo sulla sua patente. Infuriato, Kira gli infligge un colpo letale e si appresta a ucciderlo tramite Killer Queen, ma Jotaro si riprende per quel tanto che basta per fermarlo e colpirlo brutalmente. Giungono quindi Josuke e Okuyasu, i quali guariscono i loro due amici tramite Crazy Diamond; Kira si recide allora la mano sinistra per scagliare Sheer Heart Attack contro i suoi avversari e fuggire. Utilizzando l'abilità di Crazy Diamond per far ricongiungere la bomba e la mano al corpo originario, Josuke e gli altri inseguono l'arto fino al salone di bellezza Cinderella, dove scoprono che Kira ha ucciso Aya dopo averla costretta a sostituire la sua faccia e le sue impronte con quelle di un'altra persona, permettendogli di assumere una nuova identità e di tornare a nascondersi. |                   |         |
| 25 | 99    | Atom Heart Father 「アトム・ハート・ファーザー」 - Atomu Hāto Fāzā | 16 settembre 2016 |         |
| 25 | 99    | Josuke, Okuyasu, Koichi e Jotaro perquisiscono la casa di Kira, scoprendo che ha tenuto traccia di ogni taglio di unghie a partire dall'assassinio di Reimi, quindici anni prima. In quell'istante, una polaroid scatta un'istantanea di Josuke e Jotaro e poco dopo lo spirito del defunto padre di Kira, Yoshihiro, si palesa, rivelando di aver intrappolato i due nel suo mondo tramite lo stand Atom Heart Father. Impossibilitati a contrattaccare, dato che ogni danno alla fotografia si ripercuote direttamente su di loro, Jotaro riesce a fare in modo che Yoshihiro faccia una foto a sé stesso, liberandoli e imprigionando il vecchio in una nuova istantanea. Tuttavia, Yoshihiro raggira Okuyasu e riesce così a liberarsi; recupera dalla casa la freccia con cui Kira aveva ottenuto il suo stand e si allontana, programmando di creare nuovi portatori di stand alleati grazie all'artefatto. Altrove, Kira inizia a vivere sotto la sua nuova identità, impersonando Kosaku Kawajiri e iniziando la convivenza con la moglie Shinobu e il figlio Hayato. |                   |         |
| 26 | 100   | Arriva il ragazzino della morra cinese! 「ジャンケン小僧がやって来る！」 - Janken kozō ga yatte kuru! | 23 settembre 2016 |         |
| 26 | 100   | Yoshihiro usa la freccia su un ragazzo chiamato Ken Oyanagi, il quale, ossessionato da Rohan Kishibe, sfida poi il mangaka ad una partita di morra cinese. Rohan vince le prime due sfide e perde la terza, così Ken fa apparire il suo stand, Boy II Man, che assorbe un terzo di Heaven's Door. Rohan scopre quindi che il potere di Ken consiste nel rubare l'energia vitale ai suoi avversari e trattenerla se è in grado di vincere tre sfide su cinque a morra cinese. Ken vince anche il quarto match, pareggiando i conti. Rohan riesce infine a vincere l'ultima sfida e a recuperare il proprio stand, utilizzando la bambina invisibile di Joseph per cambiare in suo favore il segno scelto da Ken. Piuttosto che farsi annullare il potere da Heaven's Door, Ken preferisce tentare il suicidio, gettandosi sotto a un camion in corsa; Rohan tuttavia interviene e ricorre alla sua dose di fortuna per salvare il ragazzo, convincendolo a smettere di usare il proprio stand per scopi malvagi. |                   |         |
| 27 | 101   | Io sono un alieno 「僕は宇宙人」 - Boku wa uchūjin | 30 settembre 2016 |         |
| 27 | 101   | Josuke e Okuyasu si imbattono in uno strano individuo che sostiene di chiamarsi Nu Mikitakazo Nshi e di essere un alieno. Inizialmente convinti si tratti di uno scherzo, i due cominciano a sospettare che il ragazzo possa in realtà essere un portatore di stand. Turbato dal suono di una sirena dei pompieri, infatti, Mikitaka trasforma il suo corpo in un paio di scarpe da tennis e chiede a Josuke di fuggire insieme a lui. Egli afferma di avere il potere di trasformarsi in qualsiasi cosa, ma la sua abilità non è provocata da uno stand in quanto non riesce a vedere Crazy Diamond. Convinto di poter sfruttare il potere di Mikitaka a suo favore, Josuke gli chiede di trasformarsi in un set di dadi, con i quali sfida Rohan a una partita di cee-lo nella speranza di spillargli dei soldi. Dopo alcuni lanci ideali da parte di Mikitaka, Josuke si preoccupa che l'imbroglio sia troppo evidente, mentre Rohan inizia a sospettare che qualcosa non quadri. |                   |         |
| 28 | 102   | Highway Star, parte 1 「ハイウェイ・スター その1」 - Haiwei Sutā, sono 1 | 7 ottobre 2016    |         |
| 28 | 102   | Convinto che Josuke stia barando, Rohan si pugnala un dito, scommettendo due milioni di yen contro il corrispondente dito di Josuke che riuscirà a scoprire il suo imbroglio; per assicurarsi che Josuke continui a barare, chiama inoltre Kobayashi per fare da garante. Quando si attivano delle sirene dei pompieri, Mikitaka si innervosisce e comincia a perdere la sua trasformazione, ma Rohan è distratto nello scoprire che la casa in fiamme è proprio la sua, permettendo a Josuke di scappare senza essere scoperto. Nel frattempo Hayato, il quale ha installato delle videocamere per spiare i genitori, comincia a sospettare di suo padre. Il giorno seguente, Rohan e Josuke si incontrano sull'autobus e, durante l'attraversamento di un tunnel, il mangaka nota una stanza in cui un uomo sta torturando una donna. Convinto che si tratti di Kira, Rohan torna a ispezionare il tunnel e scopre che la stanza è un'illusione creata dallo stand Highway Star, il quale lo attacca e ne assorbe i nutrienti. Quando Josuke giunge sul posto, Highway Star cerca di usare Rohan per attirare Josuke nella stanza e poterne così tracciare l'odore; Josuke tuttavia ignora gli avvertimenti di Rohan e penetra nella sfera di influenza dello stand. Rohan usa allora Heaven's Door per far volare il ragazzo fuori dal tunnel, intimandogli di fuggire da Highway Star e di trovarne l'utilizzatore.                                                    |                   |         |
| 29 | 103   | Highway Star, parte 2 「ハイウェイ・スター その2」 - Haiwei Sutā, sono 2 | 14 ottobre 2016   |         |
| 29 | 103   | Josuke intuisce che possa esserci una relazione tra l'utilizzatore di Highway Star e il tunnel Futatsumori dove si trovava lo stand; contatta quindi Koichi, il quale sospetta che il portatore possa essere l'uomo ricoverato in ospedale qualche giorno prima in seguito ad un grave incidente nel tunnel stesso, che sarebbe alla ricerca di nutrienti per guarirsi. Mentre Josuke si dirige verso l'ospedale, sempre tallonato da Highway Star, Koichi riesce a risalire all'identità dell'utilizzatore: Yuya Fungami. Sebbene venga raggiunto da Highway Star all'ingresso della stanza di Yuya, Josuke riesce a riprendersi bevendo da una sacca per flebo; guarisce quindi Yuya con Crazy Diamond in modo da poterlo malmenare senza sensi di colpa e si reca poi a soccorrere Rohan. Intanto in casa Kawajiri, Shinobu si imbatte in un gatto nella cantina di casa. |                   |         |
| 30 | 104   | I gatti amano Yoshikage Kira 「猫は吉良吉影が好き」 - Neko wa Kira Yoshikage ga suki | 21 ottobre 2016   |         |
| 30 | 104   | Intimorita dal fatto che il gatto abbia un buco nella gola e dal suo comportamento aggressivo, Shinobu cerca di allontanarlo tramite una scopa; quando in seguito Kira perlustra la cantina, trova il gatto ucciso da schegge di vetro infrantosi durante la zuffa con Shinobu. Dopo essere stato sepolto in giardino, il gatto torna misteriosamente in vita sotto forma di pianta, Stray Cat, in possesso dell'abilità di controllare l'aria. Scoperto che la pianta è il gatto di prima e che nutre un forte risentimento verso Shinobu, Kira protegge la donna dagli attacchi di Stray Cat e infine lo placa facendo leva sulla sua natura curiosa da felino. Il giorno dopo, Hayato si imbatte in Stray Cat perlustrando la soffitta e viene attaccato dalla creatura dopo averla involontariamente esposta alla luce solare; il bambino riesce tuttavia a liberarsi e sfrutta l'aria che lo teneva imprigionato per chiudere gli scuri e far tornare Stray Cat a dormire. Al termine della colluttazione, Hayato riesce a malapena a nascondersi dal rientrato Kira, e giunge alla conclusione che l'uomo non è suo padre. |                   |         |
| 31 | 105   | 15 luglio (giovedì), parte 1 「7月15日(木) その1」 - 7-gatsu 15-nichi (moku), sono 1 | 28 ottobre 2016   |         |
| 31 | 105   | Vagando per la città, Yoshihiro riconosce il nuovo aspetto di suo figlio Kira e nota che Hayato lo sta pedinando. Più tardi, il 15 luglio, Josuke e Okuyasu si imbattono in Mikitaka, il quale indica loro un portatore di stand, Toyohiro Kanedaichi, che abita su un traliccio dell'alta tensione abbandonato. Insospettito dal notare Yoshihiro in compagnia di Kanedaichi, Josuke entra nel traliccio e cade sotto l'influenza dello stand del ragazzo, Superfly, rimanendo intrappolato nella struttura fino a che qualcun altro non prenda il suo posto. Josuke e Okuyasu tentano allora di distruggere il traliccio, scoprendo però che la torre restituisce al mittente tutti i danni ricevuti. Desideroso di rendersi utile, Mikitaka si trasforma in cavo elettrico e favorisce la fuga di Josuke, rimanendo tuttavia intrappolato a sua volta dentro Superfly. Nel frattempo due estranei sorprendono Koichi e la madre di Josuke. Mentre Rohan osserva una serie di fotografie scattate alla stazione per cercare di individuare il nuovo aspetto di Kira, il mangaka nota lo strano comportamento di Hayato; in quel frangente suona alla porta un uomo. |                   |         |
| 32 | 106   | 15 luglio (giovedì), parte 2 「7月15日(木) その2」 - 7-gatsu 15-nichi (moku), sono 2 | 4 novembre 2016   |         |
| 32 | 106   | Il visitatore di Rohan si rivela essere Masazo Kinoto, un architetto inviato a valutare i danni arrecati dall'incendio alla sua abitazione. Utilizzando Heaven's Door, Rohan non scopre niente di sospetto sull'uomo, tranne che non vuole che nessuno gli veda la schiena. Nel frattempo Josuke si arrampica sul traliccio per dare una lezione a Kanedaichi e salvare Mikitaka. Kanedaichi provoca dei tagli ponderati alla struttura in modo da attaccare Josuke da tutti i lati, ma Josuke usa Crazy Diamond per rispedire alcuni degli attacchi all'origine e sconfiggere così il suo avversario. Rassegnato a rimanere nel traliccio, Kanedaichi rivela di aver saputo da Yoshihiro che un altro portatore di stand ha eliminato Koichi. Ricorrendo all'aiuto di Yuya per fiutare la traccia di Koichi in cambio della guarigione delle sue ferite, Josuke rintraccia l'utilizzatore di stand Terunosuke Miyamoto, il quale scompare tuttavia lasciando al suo posto una svenuta Tomoko. All'insaputa di Josuke, Miyamoto ha usato il suo stand Enigma per tramutare Koichi e Tomoko in pezzi di carta dopo aver osservato i tic che assumono quando sono impauriti; l'uomo si nasconde quindi nelle vicinanze di Josuke, attendendo di scoprire il tic del ragazzo. |                   |         |
| 33 | 107   | 15 luglio (giovedì), parte 3 「7月15日(木) その3」 - 7-gatsu 15-nichi (moku), sono 3 | 11 novembre 2016  |         |
| 33 | 107   | Rohan non riesce a trattenere la sua curiosità e piazza una trappola per Kinoto in modo da vedergli la schiena. Nel momento in cui il dorso di Kinoto viene esposto, tuttavia, l'uomo muore e uno stand dotato di volontà propria, Cheap Trick, che aveva preso possesso della schiena di Kinoto, si stacca da esso per aggrapparsi a Rohan. Lo stand richiede al mangaka di bruciare le foto dei sospetti Kira. Nel frattempo Miyamoto si palesa e rivela di aver rinchiuso Koichi in un pezzo di carta, riuscendo a far sì che Josuke si morda il labbro inferiore dalla paura rivelando il suo tic; il ragazzo cade quindi sotto il controllo di Enigma che lo riduce a sua volta a foglio di carta. Sebbene inizialmente riluttante ad essere coinvolto, Yuya rimane impressionato dalla volontà di Josuke e insegue Miyamoto; accortosi della cosa, Miyamoto dispone una serie di trappole, tra cui un distruggidocumenti che minaccia di uccidere Josuke e Koichi. Yuya cede alla paura, ma mentre viene ridotto a foglio di carta, sfrutta il suo spessore per liberare i due, i quali si avventano su Miyamoto. Josuke lo colpisce facendolo fondere con la carta, trasformandolo in un libro e sconfiggendolo definitivamente. |                   |         |
| 34 | 108   | 15 luglio (giovedì), parte 4 「7月15日(木) その4」 - 7-gatsu 15-nichi (moku), sono 4 | 18 novembre 2016  |         |
| 34 | 108   | Rohan chiede aiuto a Koichi, ma il giovane si allontana prendendo il tutto per uno scherzo. Disperato, l'artista raccoglie le foto e cerca di raggiungere il Morio Grand Hotel per avvertire Jotaro, ma incamminandosi a piedi deve ricorrere a svariati stratagemmi per evitare di farsi vedere la schiena. Quando Cheap Trick attira e aizza una moltitudine di cani e gatti per cogliere Rohan alla sprovvista, Koichi giunge sul posto e scaccia gli animali, rivelando finalmente di credere all'amico. Koichi tenta di rimuovere Cheap Trick usando Echoes Act 3, ma è costretto a fermarsi quando si rende conto che il processo sta danneggiando anche la schiena di Rohan. Ciononostante Rohan è riuscito nel suo intento di attirare Cheap Trick nel vicolo di Reimi e, esposta la sua schiena a Koichi, fa in modo che lo stand si volti e venga risucchiato dagli spiriti dell'aldilà. Nel frattempo Hayato vede Kira uccidere una coppia e riprende la scena con la sua videocamera, venendo scoperto dall'uomo. Quando la sera a casa Kira minaccia di uccidere il bambino, Hayato rivela di aver installato delle videocamere che renderebbero nota l'identità del killer. |                   |         |
| 35 | 109   | Another One Bites the Dust, parte 1 「アナザーワン バイツァ・ダスト その1」 - Anazāwan Baitsa Dasuto, sono 1 | 25 novembre 2016  |         |
| 35 | 109   | In preda alla rabbia, Kira uccide Hayato, scoprendo solo in seguito dal padre Yoshihiro che Rohan e gli altri hanno notato uno strano comportamento nel bambino e sono sulle sue tracce. Temendo che essi siano in grado di risalire alla sua vera identità sotto le spoglie di Kosaku Kawajiri, Kira viene improvvisamente colpito dalla freccia di Yoshihiro, che conferisce a Killer Queen una nuova abilità. La mattina successiva, Hayato appare in vita come se nulla fosse, ma nota in Kira una rinnovata calma e fiducia in sé stesso. Uscito di casa, Hayato si imbatte in Rohan, il quale ricorre a Heaven's Door per leggere i suoi ricordi; dopo aver letto alcune pagine che prevedevano eventi verificatisi l'istante successivo, l'artista giunge al punto in cui viene rivelata l'identità di Kira. In quel momento, tuttavia, si attiva la terza bomba di Killer Queen che Kira aveva impiantato su Hayato, Bites the Dust, la quale è programmata per uccidere chiunque scopra l'identità di Kira attraverso Hayato. Mentre Rohan perisce a seguito dell'esplosione, Hayato si ritrova spedito indietro nel tempo a quella mattina, come conseguenza degli effetti di Bites the Dust. Kira rivela al bambino di averlo riportato in vita la sera prima tramite il suo nuovo potere, per usarlo come suo scudo e uccidere tramite lui i suoi inseguitori.                                                                                                 |                   |         |
| 36 | 110   | Another One Bites the Dust, parte 2 「アナザーワン バイツァ・ダスト その2」 - Anazāwan Baitsa Dasuto, sono 2 | 2 dicembre 2016   |         |
| 36 | 110   | Hayato cerca di evitare l'incontro con Rohan, ma scopre che gli eventi che si erano verificati l'altra volta si ripetono inalterati anche in sua assenza, come conseguenza del fato; Rohan muore quindi nell'esplosione di Bites the Dust. Subito dopo giungono Josuke, Koichi, Okuyasu e Jotaro, i quali riconoscono Hayato dalle foto di Rohan e lo pressano sul perché stesse pedinando il padre. Per evitare di far scattare la bomba, Hayato tenta di uccidersi, ma è fermato da Bites the Dust che si attiva sui presenti e li uccide, trasportando nuovamente Hayato indietro di un'ora. Resosi conto che l'unico modo per salvare Rohan e compagni è uccidere Kira o costringerlo a disattivare Bites the Dust, Hayato nasconde Stray Cat nel suo zaino per lanciare un attacco a sorpresa su Kira. Quando in seguito l'uomo lo segue al luogo in cui si trova Rohan, Hayato fa la sua mossa, ma Kira riesce a difendersi dall'aria compressa di Stray Cat grazie all'orologio da polso che aveva messo nel taschino quella mattina a seguito di una lieve modifica al corso degli eventi da parte di Hayato. |                   |         |
| 37 | 111   | Crazy D (Diamond) is Unbreakable, parte 1 「クレイジー・Ｄは砕けない その1」 - Kureijī Daiyamondo wa kudakenai, sono 1 | 9 dicembre 2016   |         |
| 37 | 111   | Kira gioisce per la sua vittoria davanti a Hayato, rivelando involontariamente la sua identità a Josuke, che il bambino aveva chiamato al luogo dell'appuntamento in leggero anticipo. Costretto a richiamare Killer Queen per proteggersi, Kira deve annullare Bites the Dust prevenendo di conseguenza la morte di Rohan e compagni. L'uomo affronta quindi Josuke e Okuyasu, mettendoli in difficoltà con bombe ad aria compressa ottenute combinando i suoi poteri con quelli di Stray Cat. Okuyasu viene ferito mortalmente, ma quando Josuke cerca di intervenire con Crazy Diamond per guarirlo, Hayato gli fa notare che l'amico potrebbe essere stato trasformato in bomba da Kira. Notando che Kira può attivare una sola bomba per volta, Hayato tocca Okuyasu, facendosi esplodere e permettendo a Josuke di usare Crazy Diamond per salvare entrambi. Dopo aver sventato un altro attacco di Kira, Josuke e Hayato, assieme al corpo di Okuyasu apparentemente privo di vita, si rifugiano all'interno di una villa vicina. |                   |         |
| 38 | 112   | Crazy D (Diamond) is Unbreakable, parte 2 「クレイジー・Ｄは砕けない その2」 - Kureijī Daiyamondo wa kudakenai, sono 2 | 16 dicembre 2016  |         |
| 38 | 112   | All'interno della villa, Josuke e Hayato attendono Kira, ma una bomba ad aria compressa compare all'improvviso e inizia a seguire Josuke, ferendolo in maniera grave. Prima di venire colpito, però, il ragazzo intrappola una goccia del suo stesso sangue in un pezzo di vetro e lo lancia verso Kira, riuscendo a ferirlo alle spalle dove si trovano altri schizzi del suo sangue. Notando che il killer ha con sé un cellulare, Josuke deduce che Yoshihiro si stava nascondendo nelle tasche di Hayato e lo informava dei suoi movimenti; appropriatosi quindi del telefono del vecchio, fa in modo che Kira indirizzi la bomba successiva verso Yoshihiro, uccidendolo. Josuke esce all'aperto e decide di affrontare Kira faccia a faccia, ma Stray Cat si difende istintivamente dagli attacchi di Crazy Diamond, protegendo Kira. Proprio mentre il ragazzo è sul punto di essere colpito da un'altra bomba del killer, compare un redivivo Okuyasu, il quale salva l'amico e priva Kira di Stray Cat e della possibilità di colpire con le sue bombe a distanza. Intanto, attirati dalle esplosioni, giungono sul posto Jotaro, Koichi e Rohan, insieme ai soccorsi. |                   |         |
| 39 | 113   | Addio, Morio-cho – Il cuore d'oro 「さよなら杜王町-黄金の心」 - Sayonara Moriō-chō - Ōgon no kokoro | 23 dicembre 2016  |         |
| 39 | 113   | Kira, circondato dai suoi avversari, tenta disperatamente di attivare Bites the Dust su un'infermiera che si era messa a soccorrerlo, in modo da salvarsi tornando indietro nel tempo. L'assassino sembra essere riuscito a raggiungere il suo scopo, ma senza rendersene conto si ritrova all'interno del vicolo fantasma di Reimi Sugimoto, la quale gli ricorda di essere rimasto ucciso. Poco prima di attivare il suo potere, infatti, Kira era stato fermato dall'intervento di Echoes Act 3 e Star Platinum, il quale, dopo aver fermato il tempo, lo ha scaraventato a terra con una raffica di pugni; un'ambulanza in retromarcia lo aveva infine travolto. Rendendosi conto del luogo in cui si trova, Kira tenta di far voltare Reimi, ma interviene il cane della ragazza, il quale afferra l'uomo per un braccio e gli fa perdere l'equilibrio, portandolo a voltarsi e a essere trascinato via dagli spiriti dell'aldilà. Finalmente liberata dal suo peso, Reimi si congeda dai suoi amici e passa a miglior vita. Josuke saluta invece Joseph e Jotaro, mentre l'estate del 1999 volge al termine per gli abitanti di Morio-cho. |                   |         |

## DVD

### Giappone
Gli episodi de Le bizzarre avventure di JoJo: Diamond Is Unbreakable sono stati pubblicati per il mercato home video nipponico in edizione DVD, tre per disco, dal 22 giugno 2016 al 28 giugno 2017.
| N° | Data              | Dischi | Episodi | Extra | Fonte  |
| -- | ----------------- | ------ | ------- | ----- | ------ |
| 1  | 22 giugno 2016    | 1      | 1-3     | /     | [ 46 ] |
| 2  | 27 luglio 2016    | 2      | 4-6     | CD    | [ 47 ] |
| 3  | 24 agosto 2016    | 1      | 7-9     | /     | [ 48 ] |
| 4  | 28 settembre 2016 | 1      | 10-12   | /     | [ 49 ] |
| 5  | 26 ottobre 2016   | 1      | 13-15   | /     | [ 50 ] |
| 6  | 23 novembre 2016  | 2      | 16-18   | CD    | [ 51 ] |
| 7  | 21 dicembre 2016  | 2      | 19-21   | CD    | [ 52 ] |
| 8  | 25 gennaio 2017   | 1      | 22-24   | /     | [ 53 ] |
| 9  | 22 febbraio 2017  | 1      | 25-27   | /     | [ 54 ] |
| 10 | 29 marzo 2017     | 1      | 28-30   | /     | [ 55 ] |
| 11 | 26 aprile 2017    | 1      | 31-33   | /     | [ 56 ] |
| 12 | 24 maggio 2017    | 1      | 34-36   | /     | [ 57 ] |
| 13 | 28 giugno 2017    | 2      | 37-39   | CD    | [ 58 ] |